# 소음발광
소음발광은 대한민국의 포스트 하드코어 밴드이다. 2016년 결성 이후 이 밴드는 스튜디오 음반 <도화선>(2020년)과 <기쁨, 꽃>(2021년), <불과 빛>(2024년)을 발매했다.

## 경력
소음발광은 2016년 부산광역시에서 결성되었으며 결성 후 구성원에 수많은 변화가 있었다. 2019년, EP <풋>을 발매하였고 2020년 첫 번째 스튜디오 음반 <도화선>을 발매했다.
두 번째 스튜디오 음반 <기쁨, 꽃>은 2021년 발매했다. 이 음반은 한국의 록 밴드 세이수미의 기타리스트 김병규가 프로듀싱을 맡았다. 2022년 3월 한국대중음악상에서 최우수 록-노래, 최우수 록-음반상을 수상했다.
세 번째 앨범 <불과 빛>이 2025년 한국대중음악상에서 최우수 록-음반상을 수상했다.

## 구성원

### 현재
- 강동수(리더, 보컬, 기타)
- 김성빈(베이스)
- 마재현(드럼)
- 박성규(기타)

### 과거
- 안성현
- 배지원
- 오승빈
- 김기영
- 김기태
- 김보경
- 최아연